# Olga Vasyukova
Olga Petrovna Vasyukova (Budapeste, 8 de maio de 1980) é uma nadadora sincronizada russa, campeã olímpica.

## Carreira
Olga Vasyukova representou seu país nos Jogos Olímpicos de 2000, ganhando a medalha de ouro por equipes. 